# Lhota (Čistá)

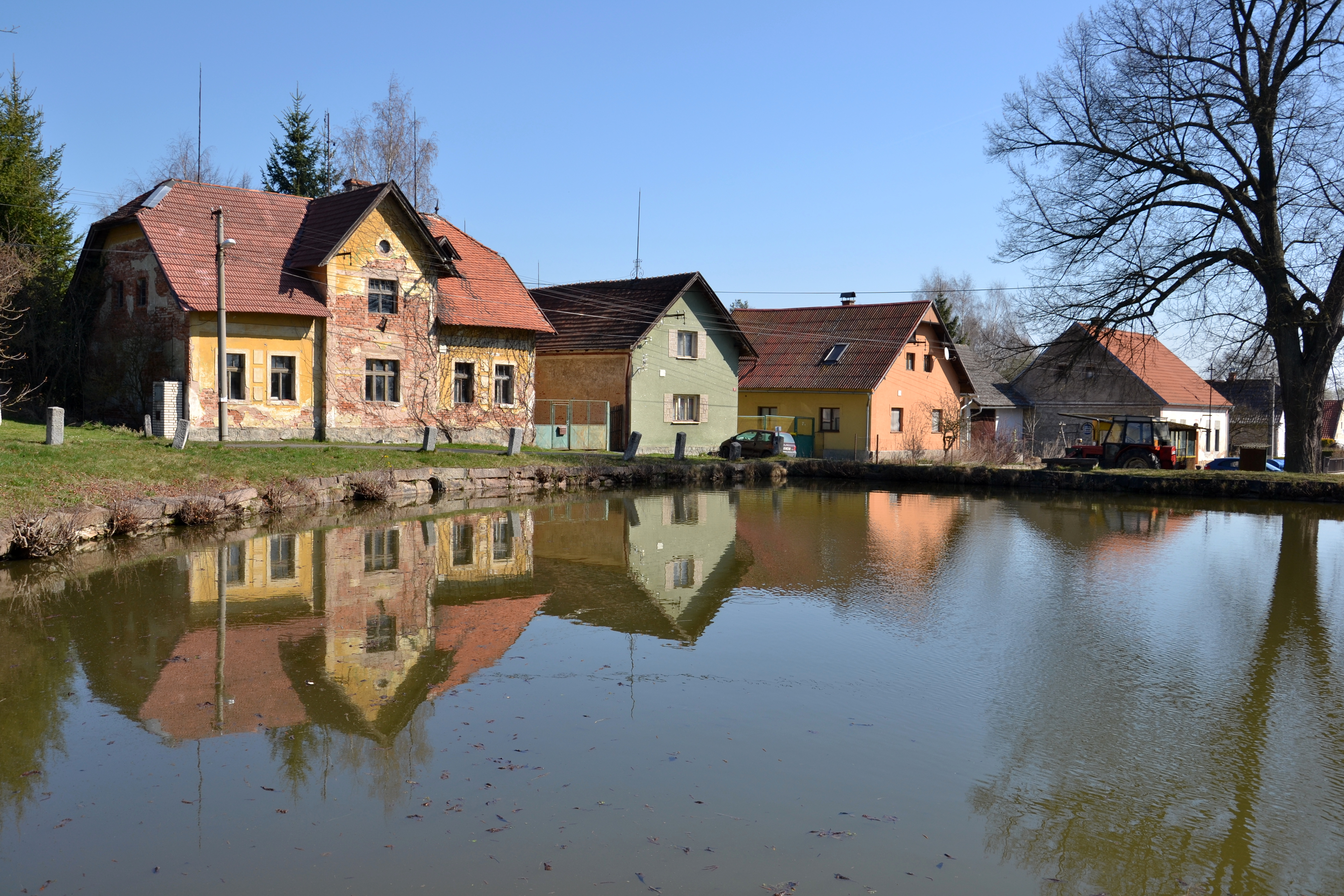
Häuser an der Nordseite des Dorfplatzes

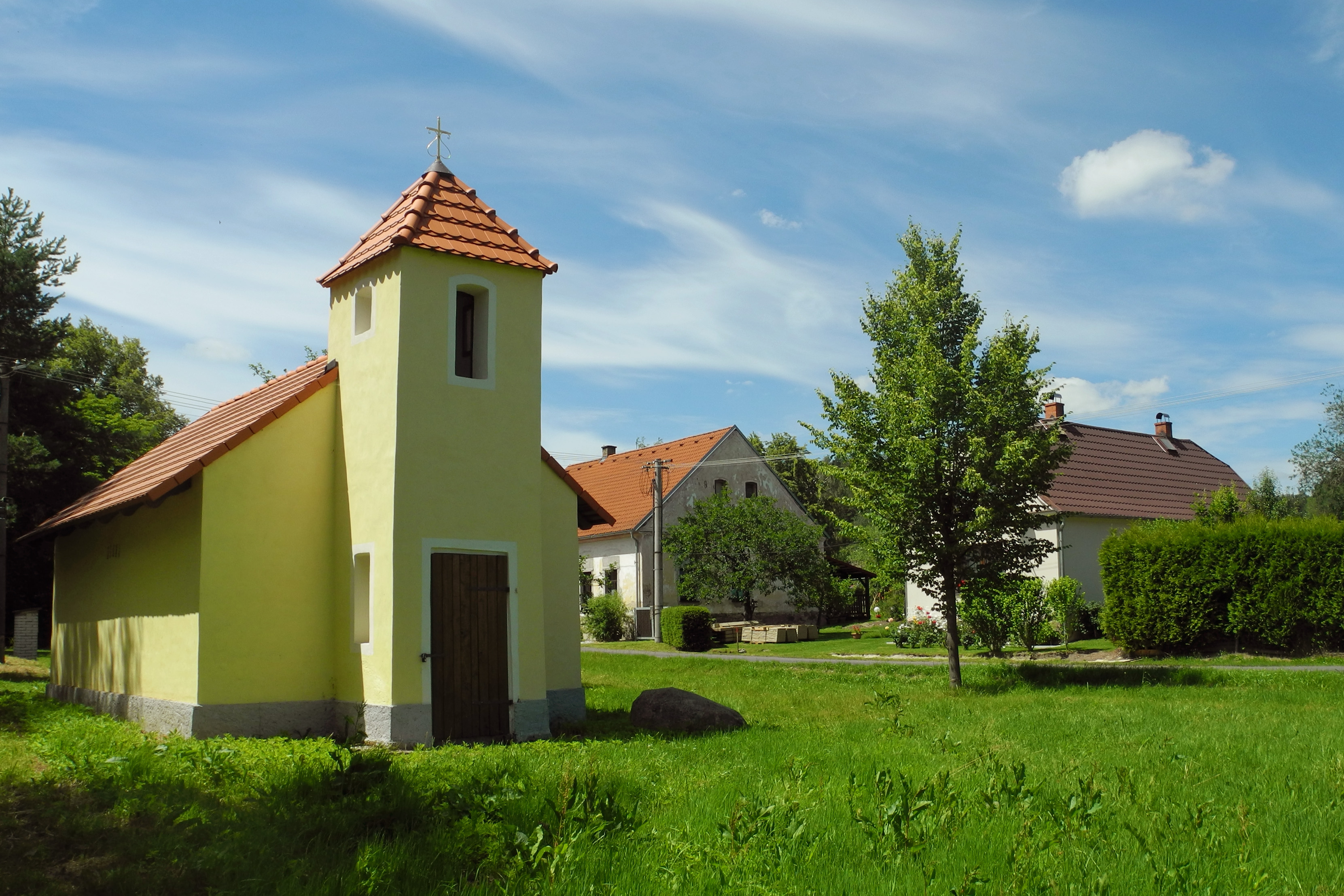
Feuerwehrhäusel auf dem Dorfplatz

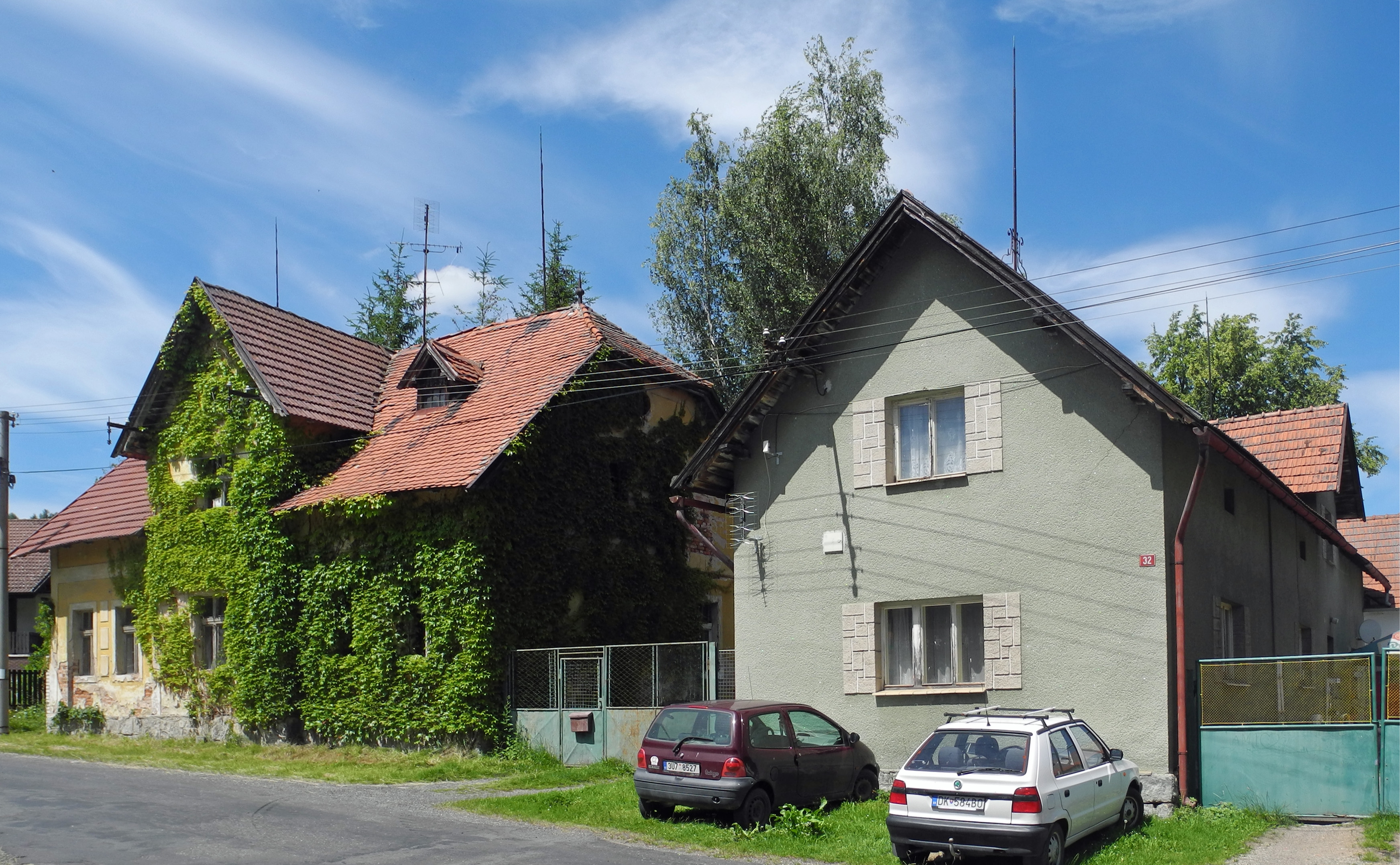
Ortsansicht

Lhota (deutsch Welhoten) ist ein Ortsteil der Gemeinde Čistá (Tschistay) in Tschechien. Er liegt sechs Kilometer südlich von Jesenice (Jechnitz) und gehört zum Okres Rakovník.

## Geographie
Das Längsangerdorf Lhota befindet sich im Tal des Lhotský potok (Welhotenbach) in der Rakovnická pahorkatina (Rakonitzer Hügelland). Das Dorf liegt in waldreicher Gegend auf dem Gebiet des Naturparks Jesenicko. Nördlich erheben sich der Plavečký vrch (Plawetschberg; 603 m n.m.), im Süden der Libyňský vrch (561 m n.m.), südwestlich der Lhotský vrch (Welhotenberg; 606 m n.m.) und im Nordwesten der Chlum (Butterhübel; 590 m n.m.).
Nachbarorte sind Drahouš (Drahuschen) und Plaveč (Plawitsch) im Norden, Svatý Hubert (Sankt Hubert), Hůrky (Bergwerk) und Velká Chmelištná (Groß Chmelischen) im Nordosten, Smrk im Osten, Nová Ves (Neu Wallisdorf), Kůzová (Wallisgrün), Zelený Důl (Grünthal) und Strachovice (Strachowitz) im Südosten, Hubenov (Hubenau), Kralovice (Kralowitz) und Mariánský Týnec (Maria Teinitz) im Süden, Vysoká Libyně (Hochlibin) im Südwesten, Podbořánky (Podersanka) im Westen sowie Žďár (Schaar) und Otěvěky (Nedowitz) im Nordwesten.

## Geschichte
Das Dorf war eine der zahlreichen nach dem Lhotensystem erfolgten Ortsgründungen und gehörte vermutlich zum Gut Šanov. Zu Beginn der Hussitenkriege zog das Heer der Aufständischen mehrmals durch die Gegend. Lhota wurde wahrscheinlich 1421 oder 1424 zerstört. Erstmals schriftlich erwähnt wurde Lhota im Jahre 1430, als Purkart von Šanov seinen Grundbesitz in Lhota und Hluboká an Johann von Biskupitz und Johann von Říčan veräußerte. Wenig später erwarben die Herren von Guttenstein die Fluren und schlugen sie ihrem Gut Vysoká Libyně (Hochlibin) zu.  Nach der Gefangennahme des Raubritters Dietrich von Guttenstein durch König Vladislav II. verkaufte er 1509 das Gut Vysoká Libyně mit den wüsten Dörfern Hluboká und Lhota an Heinrich von Kolowrat auf Krakovec. Christoph Heinrich Kolowrat-Krakovský auf Šípy ließ zwischen 1588 und 1590 Lhota wiederbesiedeln. Nach dem Dreißigjährigen Krieg wurde der Ortsname eingedeutscht. Albrecht Heinrich Kolowrat-Krakovský errichtete 1674 in Zelený Důl einen neuen Meierhof, dem die Untertanen aus Lhota robotpflichtig wurden. Im Jahre 1700 verkaufte Albrecht Heinrich Kolowrat-Krakovský das Gut Hochlibin an den Kreishauptmann des Saazer Kreises, Karl Maximilian Přichowsky von Přichowicz auf Libočany. Dessen sechs Söhne veräußerten 1731 das inzwischen überschuldete Allodialgut Hoch-Libin an Georg Olivier von Wallis auf Koleschowitz. 1745 erbte die Besitzungen dessen minderjähriger Sohn Stephan Olivier von Wallis. In der zweiten Hälfte des 18. Jahrhunderts setzte die verstärkte Ansiedlung von deutschen Siedlern und von Juden auf dem Gebiet der Grundherrschaft ein. In der Topographie des Königreichs Böhmen von 1785 wurde Welhoten ohne Angabe der Häuserzahl genannt. 1832 erbte Stephans Sohn Rudolf Olivier Graf von Wallis den Besitz, ihm folgte 1838 dessen Sohn Friedrich Olivier Graf von Wallis.
Im Jahre 1843 bestand das im Rakonitzer Kreis gelegene Dorf Welhotten bzw. Welhota, aus 30 Häusern mit 196 Einwohnern, darunter zwei jüdische Familien. Im Ort gab es ein Wirtshaus. Pfarr- und Schulort war Hoch-Libin, die Juden hatten ihre Synagoge und Schule in Wallisgrün. Bis zur Mitte des 19. Jahrhunderts blieb Welhotten der Allodialherrschaft Hoch-Libin untertänig.
Nach der Aufhebung der Patrimonialherrschaften bildete Welhotten / Lhota ab 1850 mit dem Ortsteil Grünthal / Zelený Důl – ohne den der Gemeinde Hoch-Libin zugeordneten Hof Grünthal – eine Gemeinde im Gerichtsbezirk Jechnitz. Ab 1868 gehörte Welhotten zum Bezirk Podersam. Im Jahre 1869 bestand das Dorf aus 38 Häusern und hatte 240 Einwohner. 1879 erfolgte der Bau eines Schulhauses, in dem am 1. März desselben Jahres der Unterricht aufgenommen wurde. Grünthal wurde seit den 1880er Jahren nicht mehr als Ortsteil geführt. Das Waldgebiet am Welhotenberg war nach einem Rechtsstreit zwischen der Gemeinde und der Herrschaft Hoch-Libin letzterer gerichtlich zugesprochen worden. Auf der Stierwiese, in der Mitte des Dorfangers, entstand 1899 das Feuerwehrhäusel – eine Kombination aus Spritzenhaus und Glockenturm.  Im Jahre 1900 hatte das Dorf Welhotten 204 Einwohner, 1910 waren es 203. Die Häuser reihten sich zu beiden Seiten des langgestreckten Angers, auf dem sich Wiesen und Gärten sowie an der Westseite der Gemeindeteich befanden, aneinander. Am östlichen Ende des Angers stand eine große Linde mit einer Statue des hl. Johannes von Nepomuk in ihrem Schatten. Knapp die Hälfte des Gemeindegebietes gehörte zum Hof Grünthal; der Anteil der Waldfläche lag bei etwas über 10 Prozent und war bis auf einzelne Strecken Besitz der Herrschaft Hoch-Libin. In dem auf der Hochebene auf wasserreichem Granit gelegenen Dorf herrschte ein raues Klima. Einzige Erwerbsquelle war die Landwirtschaft, hauptsächlich wurden – in Dreifelderwirtschaft mit mäßigem Ertrag – Hafer, Kartoffeln und Winterroggen angebaut.
Nach dem Ersten Weltkrieg zerfiel der Vielvölkerstaat Österreich-Ungarn, Welhotten wurde 1918 Teil der neu gebildeten Tschechoslowakischen Republik. Beim Zensus von 1921 lebten in den 40 Häusern der Gemeinde Welhoten 216 Personen, darunter 194 Deutsche und 21 Tschechen.
1930 lebten in den 42 Häusern von Welhoten 217 Personen. Nach dem Münchner Abkommen wurde Welhoten im Oktober 1938 dem Deutschen Reich zugeschlagen und gehörte bis 1945 zum Landkreis Podersam. 1939 hatte die Gemeinde 211 Einwohner. Nach dem Ende des Zweiten Weltkrieges kam Lhota zur wiedererrichteten Tschechoslowakei zurück. Nach der Aussiedlung der meisten deutschen Bewohner wurde die Gemeinde mit Tschechen wiederbesiedelt. 1950 lebten in den 28 Häusern von Lhota nur noch 85 Personen. Bei der Gebietsreform von 1960 erfolgte die Aufhebung des Okres Podbořany, Lhota wurde Teil des Okres Rakovník. Im selben Jahr erfolgte die Eingemeindung nach Nová Ves. Am 1. Januar 1980 wurde Lhota nach Čistá eingemeindet. Beim Zensus von 1991 lebten in den 27 Häusern von Lhota 41 Personen. 2011 hatte das Dorf 15 Einwohner und bestand wiederum aus 27 Wohnhäusern.

## Ortsgliederung
Der Ortsteil Lhota bildet den Katastralbezirk Lhota u Rakovníka. Zu Lhota gehört der Weiler Zelený Důl (Grünthal).

## Sehenswürdigkeiten
- Spritzenhaus mit Glockenturm auf dem Dorfplatz, erbaut 1899
- Chaluppe Nr. 12
- Haus Nr. 39, ehemalige Volksschule, errichtet 1879
- Ruine des barocken Meierhofes Zelený důl
- Burgstall Hluboký (Wollhübel), westlich von Zelený Důl

## Söhne und Töchter des Ortes
- Wenzel Rott (1858–1929), Lehrer, Heimatforscher und Autor